# Ультрадиффузные галактики
Ультрадиффу́зные гала́ктики (англ. ultra diffuse galaxies; дословно «сверхрассеянные галактики») — галактики с крайне низкой светимостью. Впервые подобную галактику в скоплении Девы открыли Аллан Сэндидж и Бруно Бингели в 1984 году. Ультрадиффузная галактика может обладать такими же размерами и массой, как Млечный Путь, но количество видимых звёзд составляет около 1 %. Низкая светимость связана с недостатком количества газа, из которого формируются звёзды, вследствие чего звёздное население в галактике является старым.
Некоторые ультрадиффузные галактики, обнаруженные в скоплении Волос Вероники на расстоянии около 330 млн световых лет от Солнца, обладают диаметрами 18 кпк (более половины диаметра нашей Галактики), но количество звёзд составляет лишь 1 % от числа звёзд в Млечном Пути. Распределение ультрадиффузных галактик в скоплении Волос Вероники является таким же, как распределение галактик с более высокой светимостью. Возможно, воздействие скопления приводит к истечению газа из галактик. Сходное распределение в области с более сильным приливным воздействием свидетельствует о том, что в такой области необходима бо́льшая доля тёмной материи, чтобы удержать галактики целыми.
Dragonfly 44, ультрадиффузная галактика в скоплении Волос Вероники, является одним из примеров галактик такого типа. Наблюдательные данные о скорости вращения соответствуют массе, примерно равной массе Млечного Пути. Эта оценка согласуется с количеством шаровых скоплений (около 90) вокруг Dragonfly 44. Однако галактика излучает только около 1 % светимости Млечного Пути. 25 августа 2016 года астрономы объявили, что Dragonfly 44 может почти полностью состоять из тёмной материи. В 2018 году те же авторы сообщили об открытии ультрадиффузной галактики без тёмной материи (NGC 1052-DF2, которую ранее обнаружил на фотопластинках И. Д. Караченцев) на основе измерений скоростей ~10 шаровых скоплений.